# Jorge Comas
Jorge Comas (* 9. Juni 1960 in Paraná), auch bekannt unter dem Spitznamen Comitas, ist ein ehemaliger argentinischer Fußballspieler auf der Position des Stürmers, der nach seiner aktiven Laufbahn als Trainer agierte.

## Leben
Nachdem er in den Nachwuchsabteilungen seiner Heimatvereine Patronato de la Juventud Católica und Belgrano de Paraná ausgebildet worden war, erhielt Comas seinen ersten Profivertrag 1980 beim in der benachbarten Stadt Santa Fe beheimateten Erstligisten CA Colón. Als die Mannschaft 1981 in die zweite Liga abgestiegen war, wechselte Comas zum Ligakonkurrenten Vélez Sarsfield, in dessen Reihen er im Campeonato Nacional 1985 mit 12 Treffern Torschützenkönig der argentinischen Fußballliga wurde.
Anschließend wechselte er zum populärsten Klub des Landes, den Boca Juniors, in deren Reihen er in der Saison 1986/87 19 Treffer erzielte und nur vom Toptorjäger Omar Palma (20 Tore) vom Ligakonkurrenten Rosario Central, der auch die Meisterschaft gewann, überboten wurde. Auch in der Saison 1988/89 gehörte Comas mit 15 Treffern zu den Toptorjägern der Liga und wechselte anschließend nach Mexiko zu den Tiburones Rojos de Veracruz, für die er gleich in seiner ersten Saison 1989/90 mit 26 Treffern in 31 Spielen Torschützenkönig der mexikanischen Liga wurde.
1992 zog er sich zum ersten Mal aus dem Profifußball zurück, kehrte aber bereits wenige Monate später auf den grünen Rasen zurück und spielte noch bis 1994 für Veracruz, bevor er seine aktive Karriere noch im selben Jahr bei seinem Exverein Colón de Santa Fe ausklingen ließ.
Nach dem Ende seiner Profikarriere folgte eine Zeit mit familiären und wirtschaftlichen Problemen, die ihn nach Mexiko zurückkehren ließen, wo er wieder Fuß fasste und als Trainer seines Exvereins Veracruz sowie des Club León arbeitete. Doch sein Traum, einmal als Cheftrainer seines Herzensvereins Boca Juniors tätig zu sein, blieb bisher unerfüllt.
Als Spieler schaffte Comas den Sprung in die argentinische Fußballnationalmannschaft, mit der er an den Olympischen Sommerspielen 1988 in Seoul teilnahm.

## Erfolge
- Torschützenkönig der argentinischen Primera División: Nacional 1985
- Torschützenkönig der mexikanischen Primera División: 1989/90